# Районен съд Видин
Районен съд Видин (РС – Видин) или Видински районен съд е първоинстанционен съд в България, чийто териториален обхват се простира върху общините Видин, Брегово, Макреш, Ново село и части от общините Грамада и Димово.

## История
Съдът се създава след Освобождението на България като мирови съд.  Видинският мирови съд действа до 1934 г., като след правосъдната реформа (от същата година), се назовава Околийски съд. От 1951 г. до 1971 г. е с название народен съд. От 1976 г. се трансформира в районен съд.

## Дейност и състав
Районен съд Видин се състои от съдии и се ръководи от председател.
Във Видинския районен съд са обособени „Наказателно отделение“ (състоящо се от съдии по наказателни дела) и „Гражданско отделение“ (състоящо се от съдии по граждански дела). В съда действат и бюро „Съдимост“, Служба „Държавен съдебен изпълнител“, „Служба по вписванията“, „Архив“ и бюро „Призовки“.

## Щатна структура на съда, численост и служители на съда[5]
Видинският районен съд е с щат единадесет съдии, трима държавни съдебни изпълнители и двама съдии по вписванията.
Към края на 2021 година, съдебните служители на съда са 33, както следва: 11 деловодители, изпълняващи функции в гражданско и наказателно деловодство и в деловодство на държавен съдебен изпълнител. Съдебни секретари – 10 души. Още, по един служител за службите Бюро „Съдимост“, „Архив“ и „Регистратура“. Също по един служител – административен секретар, главен счетоводител, счетоводител, системен администратор, управител сгради и двама призовкари; двама хигиенисти.

## Териториален обхват
Видинският районен съд е със съдебен район на действие, обхващащ територията на населените места:

### Община Видин
гр. Видин, с. Акациево, с. Антимово, с. Бела Рада, с. Ботево, с. Буковец, с. Войница, с. Въртоп, с. Гайтанци, с. Ген. Мариново, с. Гомотарци, с. Градец, с. Динковица, с. Долни Бошняк, с. Дружба, гр. Дунавци, с. Жеглица, с. Ивановци, с. Иново, с. Каленик, с. Капитановци, с. Кошава, с. Кутово, с. Майор Узуново, с. Новоселци, с. Пешаково, с. Плакудер, с. Покрайна, с. Рупци, с. Цар Симеоново, с. Синаговци, с. Слана бара, с. Сланотрън, с. Търняне, с. Медешевци, с. Каленик

### Община Брегово
гр. Брегово, с. Балей, с. Връв, с. Гъмзово, с. Делейна, с. Калина, с. Косово, с. Куделин, с. Ракитница, с. Тияновци

### Община Макреш
с. Макреш, с. Вълчек, с. Киреево, с. Подгоре, с. Раковица, с. Толовица, с. Цар Шишманово

### Община Ново село
гр. Ново село, с. Винарово, с. Неговановци, с. Флорентин, с. Ясен

### отобщина Грамада
с. Медешевци; с. Милчина лъка (гр. Грамада и останалите населени места към този административен център, се обслужват от РС – Кула)

### отобщина Димово
с. Арчар, с. Владиченци, с. Държаница, с. Мали Дреновец, с. Септемврийци, с. Ярловица (гр. Димово и останалите населени места към този административен център, се обслужват от РС – Белоградчик).

## Прокуратура
При районния съд има прокуратура – Районна прокуратура – Видин.

## Служба по вписванията[9]
Във Видинския районен съд действат съдии по вписванията – по нотариалните книги, дела и актовете и обстоятелства, подлежащи на вписване в Имотния регистър.

## Нотариуси
Към РС – Видин действат нотариуси с район – съдебният район на съда (териториалният обхват на съда).